# 東浦郵便局
東浦郵便局（ひがしうらゆうびんきょく）は愛知県知多郡東浦町にある郵便局。民営化前の分類では集配普通郵便局であった。

## 概要
住所：〒470-2199 愛知県知多郡東浦町緒川家下32-1
民営化直前の集配業務再編において、多くの集配普通郵便局は統括センターとなったが、当局は配達センターとされたため、民営化後も郵便事業株式会社の支店は併設されず、集配センターが併設された。

## 沿革
- 1880年（明治13年）4月1日 - 緒川郵便局（五等）として開設[1]。
- 1885年（明治18年）5月1日 - 貯金取扱を開始。
- 1889年（明治22年）3月31日 - 廃止。
- 1901年（明治34年）3月10日 - 緒川郵便受取所として再設置。
- 1905年（明治38年）4月1日 - 緒川郵便局となる。
- 1948年（昭和23年）6月16日 - 東浦郵便局に改称[2]。
- 1966年（昭和41年）9月24日 - 電話交換および和文電報配達業務を東浦電報電話局に移管。
- 1980年（昭和55年）9月1日 - 特定郵便局から普通郵便局に局種別改定。
- 2000年（平成12年）8月14日 - 外国通貨の両替および旅行小切手の売買に関する業務取扱を開始。
- 2007年（平成19年）10月1日 - 民営化に伴い、併設された郵便事業半田支店東浦集配センターに一部業務を移管。
- 2012年（平成24年）10月1日 - 日本郵便株式会社発足に伴い、郵便事業半田支店東浦集配センターを東浦郵便局に統合。

## 取扱内容
- 郵便、印紙、ゆうパック、内容証明
- 貯金、為替、振替、振込、国際送金、国債、投資信託
- 生命保険、バイク自賠責保険、自動車保険
- ゆうちょ銀行ATM
- 「470-21xx」区域（知多郡東浦町の全域）の集配業務

## 周辺
- 東浦町役場
- イオンモール東浦
- 於大公園
- 東浦町立東浦中学校
- 半田消防署東浦支署
- JAあいち知多 東浦支店

## アクセス
- JR武豊線 緒川駅から徒歩約11分
- 東浦町運行バス「うらら」 JA東浦支店停留所下車
- 知多半島道路 東浦知多ICから東へ約4km、伊勢湾岸自動車道 豊田南ICから南西へ約11km
- 国道366号沿い
- 駐車場あり：26台